# How We Do
How We Do (englisch für „wie wir (es) machen“) ist ein Lied des US-amerikanischen Rappers The Game, das er zusammen mit dem Rapper 50 Cent aufnahm. Der Song ist die zweite Singleauskopplung seines Debütalbums The Documentary und wurde am 23. November 2004 veröffentlicht.

## Inhalt
| Liedteil   | Künstler             |
| Refrain    | 50 Cent              |
| 1. Strophe | The Game             |
| 2. Strophe | 50 Cent              |
| 3. Strophe | The Game und 50 Cent |

How We Do ist ein Clubsong, der textlich Elemente des Gangsta-Raps enthält. So rappt The Game in der ersten Strophe über teure Statussymbole und dass er in Drogenhandel und Waffengewalt involviert war, bevor er von Dr. Dre in Compton entdeckt wurde. 50 Cent rappt über seinen rasanten Aufstieg als Musiker und den damit verbundenen Reichtum. Gleichzeitig kritisiert er die High Society, die seine Gesellschaft meide, da er aus dem kriminellen Milieu käme und Stress verbreite. In der dritten Strophe rappen The Game und 50 Cent von ihrem teuren Schmuck und wie sie Frauen beglücken. Zudem preisen sie ihre Rapgruppe G-Unit und drohen jedem mit Gewalt, der sich ihnen in den Weg stellt.

“This is how we do

We make a move and act a fool while we up in the club

This is how we do

Nobody do it like we do it so show us some love”

## Produktion
How We Do wurde von den US-amerikanischen Musikproduzenten Dr. Dre und Mike Elizondo produziert, die neben The Game und 50 Cent auch als Autoren des Songs gelistet sind.

## Musikvideo
Das Musikvideo zu How We Do wurde von dem US-amerikanischen Regisseur Hype Williams gedreht und verzeichnet auf YouTube mehr als 120 Millionen Aufrufe (Stand Juli 2019).
Zu Beginn verlässt The Game seine Villa und öffnet die Garage. Kurz darauf fährt er in einem Dodge Magnum durch das nächtliche Los Angeles, während er die erste Strophe rappt. 50 Cent fährt anschließend in einem Cadillac Escalade ebenfalls nachts rappend durch die Straßen. Während der dritten Strophe befinden sich beide in einem Nachtclub, in dem leicht-bekleidete Frauen an der Stange tanzen. Neben den beiden Rappern sind auch Dr. Dre, die Sängerin Olivia und der Basketballstar Carmelo Anthony im Video zu sehen.

## Single

### Covergestaltung
Das Singlecover zeigt The Game, der von oben auf den Betrachter herabblickt, wobei die Hälfte seines Gesichts von einer roten Kapuze bedeckt ist. Im unteren Teil des Bilds befinden sich die Schriftzüge The Game, “How We Do” und featuring 50 Cent.

### Titelliste
1. How We Do (Album Version) – 4:03
2. Westside Story (Album Version) – 3:44
3. How We Do (Instrumental) – 4:03
4. How We Do (Video) – 4:23

### Chartplatzierungen
How We Do stieg am 7. März 2005 auf Platz 9 in die deutschen Charts ein und konnte sich insgesamt 16 Wochen in den Top 100 halten. In den deutschen Jahrescharts 2005 belegte die Single Rang 65. Noch erfolgreicher war der Song u. a. in den Vereinigten Staaten, im Vereinigten Königreich, in Neuseeland und der Niederlande, wo er jeweils die Top 5 erreichte.
| ChartsChartplatzierungen       | Höchstplatzierung | Wochen |
| ------------------------------ | ----------------- | ------ |
| Deutschland (GfK)              | 9 (16 Wo.)        | 16     |
| Österreich (Ö3)                | 18 (19 Wo.)       | 19     |
| Schweiz (IFPI)                 | 8 (23 Wo.)        | 23     |
| Vereinigte Staaten (Billboard) | 4 (28 Wo.)        | 28     |
| Vereinigtes Königreich (OCC)   | 5 (16 Wo.)        | 16     |

| ChartsJahrescharts (2005)      | Platzierung |
| ------------------------------ | ----------- |
| Deutschland (GfK)              | 65          |
| Schweiz (IFPI)                 | 52          |
| Vereinigte Staaten (Billboard) | 19          |
| Vereinigtes Königreich (OCC)   | 93          |

### Auszeichnungen für Musikverkäufe
How We Do wurde für jeweils mehr als 500.000 Verkäufe als Single und Klingelton in den Vereinigten Staaten doppelt mit einer Goldenen Schallplatte ausgezeichnet. Im Vereinigten Königreich erhielt der Song 2022 für über 600.000 verkaufte Einheiten eine Platin-Schallplatte, in Deutschland erreichte das Lied 2023 ebenfalls Platinstatus für mehr als 300.000 Verkäufe.
| Land/Region                  | Auszeichnungen für Musikverkäufe (Land/Region, Auszeichnung, Verkäufe) | Verkäufe  |
| ---------------------------- | ---------------------------------------------------------------------- | --------- |
| Brasilien (PMB)              | Gold                                                                   | 30.000    |
| Dänemark (IFPI)              | Gold                                                                   | 45.000    |
| Deutschland (BVMI)           | Platin                                                                 | 300.000   |
| Neuseeland (RMNZ)            | 3× Platin                                                              | 90.000    |
| Vereinigte Staaten (RIAA)    | Gold (Single) · + Gold (Mastertone)                                    | 1.000.000 |
| Vereinigtes Königreich (BPI) | Platin                                                                 | 600.000   |
| Insgesamt                    | 4× Gold · 5× Platin ·                                                  | 2.065.000 |

Hauptartikel: 50 Cent/Auszeichnungen für Musikverkäufe